# Llista de capítols de Tokyo Revengers
Això és una llista dels volums i capítols del manga de la sèrie Tokyo Revengers, sèrie de manga creada per Ken Wakui.
Tokyo Revengers es va començar a serialitzar a la Shūkan Shōnen Magazine de Kōdansha l'1 de març de 2017 i va acabar el 16 de novembre de 2022. Norma Editorial va començar a publicar-ne el manga en català el 15 de juliol de 2022. L'últim volum va sortir a la venda el 7 de desembre de 2023. Cada volum de l'edició catalana equival a dos volums de l'edició tankobon japonesa.

## Argument
En Takemichi, un pocatraça que va ser membre d'una banda durant l'època de la secundària, fa un salt de 12 anys enrere cap al passat per tornar a l'institut i salvar la seva ex-xicota, Hina, que en el present ha estat assassinada per l'organització criminal Tokyo Manjikai. Amb cada viatge temporal, en Takemichi influeix en els que l'envolten i de mica en mica va canviant el passat... Però amb això, n'hi haurà prou per salvar la Hina i evitar que la Tokyo Manjikai es converteixi en una temuda banda criminal?

## Publicació
| - Capítol 1: Reborn - Capítol 2: Resist - Capítol 3: Resolve - Capítol 4: Relieve - Capítol 5: Revolve - Capítol 6: Return - Capítol 7: Rejoin - Capítol 8: Reseparate | - Capítol 9: Releap - Capítol 10: Reply - Capítol 11: Reburn - Capítol 12: Remind - Capítol extra: Zero - Capítol 13: Regret - Capítol 14: Resort |

| - Capítol 15: Revive - Capítol 16: Reignition - Capítol 17: Redivide - Capítol 18: Rechange - Capítol 19: Restart - Capítol 20: Reinspire - Capítol 21: Revolt - Capítol 22: Reconflict - Capítol 23: Reseek - Capítol 24: Revoke | - Capítol 25: Rerise - Capítol 26: Realize - Capítol 27: Regain - Capítol 28: Reel - Capítol 29: Respect - Capítol 30: Recept - Capítol 31: Recognize - Capítol 32: Rebuild - Capítol 33: Revenge |